# Psycho IV – The Beginning
Psycho IV – The Beginning ist ein US-amerikanischer Psychothriller aus dem Jahr 1990. Er ist die letzte Fortsetzung von Alfred Hitchcocks Klassiker Psycho aus dem Jahr 1960. Für das amerikanische Fernsehen produziert, erlangte Psycho IV keinen großen Bekanntheitsgrad, ist jedoch auf einer 2007 veröffentlichten Psycho-DVD-Collection enthalten.

## Handlung
Norman Bates ruft bei der Radio-Talkshow „Talk Of The Town“ an, die an diesem Abend Matrizid zum Thema hat. Er gibt sich am Telefon als „Ed“ aus und erzählt seine Lebensgeschichte. Durch seine Erzählung erfährt man, dass Norma Bates, seine Mutter, ihn in seinen jungen Jahren psychisch misshandelt hat. Vor allem ekelte sie die sexuelle Erregung, die Norman beim Anblick seiner Mutter und anderer Frauen überkam. Norma Bates wollte ihren Sohn so lange einsperren, bis dieser gelernt hatte, seinen Trieb zu kontrollieren. Außerdem kokettierte sie vor den Augen ihres Sohnes mit ihrem Liebhaber, was Norman zu rasender Eifersucht brachte, worauf er beschloss, seine Mutter und den Liebhaber umzubringen. Nach dem Mord an seiner Mutter brachte Norman auch Frauen um, die ihn sexuell erregten: er schämte sich für seine Begierde und dachte, dass dies ganz im Sinne seiner Mutter sei.
Zu Gast im Studio der Radiosendung ist Dr. Richmond, der früher Norman Bates in der Anstalt betreute. Dieser erkennt, dass es sich bei dem Anrufer um Norman handelt, jedoch wird er aus der Radioshow verwiesen, weil er offensichtlich Norman Bates verunsichert und ihn zum Auflegen des Telefonhörers bewegen würde, was die Moderatorin der Sendung auf keinen Fall riskieren will.
Nachdem Norman Bates seine Kindheitserinnerungen im Radio berichtet hat, kündigt er an, dass er seine Frau Connie umbringen will. Hintergrund ist dabei die Tatsache, dass Connie das gemeinsame Kind gegen Normans Willen austragen will. Bates befürchtet, dass seine Krankheit vererbbar sei, und will mit allen Mitteln verhindern, Vater zu werden.  Norman lässt sich  nicht von seinem Plan abbringen und lockt seine schwangere Frau Connie zum nun leerstehenden Bates Motel, wo er sie umbringen möchte.
Doch es erscheinen ihm Visionen, in denen er die umgebrachten Frauen sieht, von denen er erzählt hat. Dies bewegt ihn dazu, seine Vergangenheit hinter sich zu lassen und mit Frau und Kind ein neues Leben zu beginnen. Als symbolische Tat beschließt er, das Motel niederzubrennen. Dabei wird er von Flammen eingeschlossen, er entgeht dem Tod nur knapp, indem er durch den Keller flüchtet. In der letzten Szene des Films hört man die Stimme seiner Mutter, die nach ihm ruft, und sieht, wie sich Norma Bates’ Schaukelstuhl bewegt. Dies lässt den Schluss zu, dass Bates seine dissoziative Identitätsstörung nicht überwunden hat und ihn seine Vergangenheit nochmals einholen wird.

## Hintergründe
- Da Norman Bates’ Darsteller Anthony Perkins 1992 an AIDS starb, markiert Psycho IV das Ende der Psycho-Reihe. Ein fünfter Teil hatte sich bereits in Planung befunden, wurde aber nicht mehr realisiert.

- Psycho IV hat den Sinn, wie im Untertitel angekündigt, den Zuschauer restlos über die Motive für Bates’ Taten aufzuklären. Norman Bates leidet unter dem Ödipuskomplex, was seine Mutter abstößt und eine große Kluft zwischen die beiden treibt. Außerdem wird Normans verschrobene Haltung zur Sexualität dadurch erklärt, dass seine Mutter ihm einzureden versucht hat, dass er ein Mädchen sei.

- Psycho IV schließt direkt an das Original Psycho an und funktioniert nicht als weitere Fortsetzung zu den Teilen zwei und drei. Die dort geschilderten Hintergründe mit Emma Spool, die in ihrer unerfüllbaren Liebe und rasenden Eifersucht auf ihre Schwester Norma deren Mann umgebracht und eigentlich Norman entführt hat, werden daher nicht erwähnt. Norman erzählt außerdem, dass er „fast ein halbes Dutzend Menschen umgebracht“ habe – ein halbes Dutzend sind jedoch bereits seine Mutter, deren Liebhaber, das junge Mädchen Holly, die ältere Gloria, Marion Crane und der Detektiv Arbogast. Dies klammert also die weiteren Morde aus Teil 2 und 3 aus. Dafür erwähnt Norman, seine letzten Morde lägen 4 Jahre zurück, was auf den dritten Teil Bezug nehmen muss, da die Ereignisse des ersten Teils bereits 30 Jahre zurückliegen.

- Am Anfang des Films ist ein gewisser Dr. Leo Richmond Gast der Radiosendung. Er behauptet, vor 30 Jahren mit Norman Bates zu tun gehabt zu haben. Der Richmond, der im Original mit Norman geredet hat, hieß aber Dr. Fred Richmond. Ob es sich bei Leo Richmond möglicherweise um einen Verwandten von Fred Richmond handelt, wird nicht weiter erläutert.

- Ein Fehler schleicht sich auch in Bezug auf den ersten Teil in den Film. Norman sagte im ersten Film, dass der Liebhaber seiner Mutter diese zum Bau des Motels veranlasst habe. In Psycho IV existiert dieses aber bereits zuvor.

- Psycho IV beschäftigt sich im Gegensatz zu den anderen Fortsetzungen mit der Vorgeschichte und den Geschehnissen vor 1960. Außerdem wird die Persönlichkeit von Normans Mutter sehr detailliert dargestellt.

- Im Film sieht man nur einen Nachbau des legendären Bates Motel in Florida. Die Originalkulisse auf dem Gelände der Universal Studios Hollywood in Kalifornien kann dort bis heute besichtigt werden.

- Der Spitzname „Ed“, den sich Norman Bates im Film gibt, ist eine Anspielung auf den Massenmörder Ed Gein, der wiederum den Autor Robert Bloch zu seinem Roman Psycho inspirierte, dessen Verfilmung der Ursprungsfilm darstellt.

- 1987 entstand der Fernsehfilm Bates Motel von Richard Rothstein, der kein offizieller Bestandteil der Reihe ist und nur auf den ersten Teil Bezug nimmt. Die Hauptrolle spielt Bud Cort. Am Anfang sieht man sehr kurz Norman Bates, der aber nicht von Anthony Perkins gespielt wurde.

- Im Rahmen der Wiederveröffentlichung des Films in der Psycho Collection wurde der Film von FSK 18 auf 16 heruntergestuft, bleibt aber trotzdem ungeschnitten.

- Filmregisseur John Landis ist als Mitarbeiter der Radiostation zu sehen.

## Kritik
„Dilettantisch inszeniert und voll altbackener Klischees, nutzt der Film den ‚Psycho‘-Mythos, um eine boulevardzeitungsverdächtige ‚Enthüllungsstory‘ auf magerem Niveau zu präsentieren.“